# محمد بن عبد الباقي الزرقاني
محمد بن عبد الباقي الزرقاني (1055 هـ - 1122 هـ / 1645م - 1710م)، محدث، فقيه، أصولي، متصوف، من أعلام المذهب المالكي، ولد بالقاهرة سنة (1055 هـ) وتوفي بها سنة (1122 هـ)، ونسبته إلى زرقان قرية من قرى منوف بمصر. عده الشهاب المرجاني في وفيات الأسلاف من مجددي المائة الحادية عشر من المالكية. ويرى عبد الحي الكتاني إن آثاره الباقية تقف شاهدا على تجديده وتبحره.

## اسمه
هو محمد بن عبد الباقي بن يوسف بن أحمد شهاب الدين بن محمد بن علوان، الشهير بالزُّرقاني المصري الأزهري المالكي، أبو عبد الله.

## نشأته
نشأ محمد بن عبد الباقي الزرقاني في جو علمي ابتداء من أسرته التي كانت أسرة علم، اشتهرت بذلك في الديار المصرية، عرفوا بالتأليف والتدريس ونشر أحكام الدين وأصوله. كان محمد بن عبد الباقي الزرقاني شغوفا بالعلم والعلماء منذ صغر سنه، توجه صوب كتاب الله فحفظه ثم تعلم مبادئ اللغة والعبادة ثم انتقل إلى حلقات العلماء بالجامع الأزهر حيث المتون والشروح والأمهات في كل المجالات تدرس من طرف فطاحل العلماء.

## مؤلفاته

كتاب شرح المنظومة البيقونية في علم مصطلح الحديث. تأليف: الشيخ محمد الزرقاني المالكي، تحقيق: الدكتور كمال الحوت.

- شرح موطأ الإمام مالك سماه "أبهج المسالك بشرح موطأ الإمام مالك"، وهو شرح وسط بين الطول والقصر، وتعرض فيه لشرح متون الأحاديث من جهة اللغة، وأفاض في شرح المذاهب الفقهية، ولم يعن بالرجال ولا بتراجم الأبواب، وقد نال الكتاب حظا موفورًا من الشهرة.[3] قال عنه محمد علوي المالكي: «فلا أظنّ أنّني مجانبٌ للواقعِ الصّادقِِ إن قلت: إنّ هذا الشّرح أحسن شروح الموطأ المتوسّطة، مفيدٌ لمن اقتصر عليه، وجيّدٌ لمن رجع إليه.»[4]
- إشراق مصابيح السير المحمدية بمزج أسرار المواهب اللدنية: (شرح المواهب اللدنية بالمنح المحمدية للقسطلاني). قال سركيس: وهو شرح حافل جمع فيه أكثر الأحاديث المروية في شمائل المصطفى وسيره وصفاته الشريفة.
- شرح المنظومة البيقونية في علم مصطلح الحديث.
- مختصر المقاصد الحسنة في بيان كثير من الأحاديث المشتهرة على الألسنة.
- وصول الأماني في الحديث.

## قالوا عنه
- قال عنه خير الدين الزركلي في الأعلام: «محمد بن عبد الباقي بن يوسف بن أحمد بن علوان الزرقاني المصري الأزهري المالكي، أبو عبد الله: خاتمة المحدثين بالديار المصرية. مولده ووفاته بالقاهرة، ونسبته إلى زرقان (من قرى منوف بمصر) من كتبه (تلخيص المقاصد الحسنة) في الحديث، و(شرح البيقونية) في المصطلح، و(شرح المواهب اللدنية)، و(شرح موطأ الإمام مالك)، و(وصول الأماني) في الحديث.»[5]

## وصلات خارجية
- مركز الدراسات والأبحاث وإحياء التراث: شرح الزرقاني على موطأ الإمام مالك بن أنس